# Scaphiophryne madagascariensis
Espèce
Synonymes
- Calophrynus madagascariensis Boulenger, 1882
- Pseudohemisus pustulosus Angel & Guibé, 1945
- Scaphiophryne pustulosa (Angel & Guibé, 1945)

Statut de conservation UICN

 NT  : Quasi menacé
Scaphiophryne madagascariensis est une espèce d'amphibiens de la famille des Microhylidae.

## Répartition
Cette espèce est endémique du Sud du plateau central de Madagascar. Elle est présente entre 1 300 et 2 000 m d'altitude,.

## Description
L'holotype de Scaphiophryne madagascariensis mesure 55 mm. Son dos est olive et présente de grandes taches sombres en forme d'îles. Sa face ventrale est blanche tachetée de noirâtre.

## Étymologie
Son nom d'espèce, composé de madagascar(i) et du suffixe latin -ensis, « qui vit dans, qui habite », lui a été donné en référence au lieu de sa découverte, Madagascar.

## Publication originale
- Boulenger, 1882 : Catalogue of the Batrachia Salientia s. Ecaudata in the collection of the British Museum, ed. 2, p. 1-503 (texte intégral).